# 無限十六 vol.3 -FIRE riddim UP & LIVE riddim-
『無限十六 vol.3 -FIRE riddim UP & LIVE riddim-』は、INFINITY16がプロデュースしたコンピレーションアルバム。

## 概要
- INFINITY16プロデュースによるワンウェイアルバム『無限十六シリーズ』の第3弾。トラック1～5までは「FIRE riddim」を使用した楽曲が、トラック6～10までは「UP & LIVE riddim」を使用した楽曲が収録されている。

## 収録曲
1. 熱い奴から火を着けろ!! / MUNEHIRO & GOKI
2. RAPPA PAM PAM!! / HAN-KUN
3. 侍KING / SHOCK EYE
4. 害虫BUSTERSのテーマ / 害虫BUSTERS（GOKI & BLUE SWORD）
5. TALKING A TALKING / KENTY-GROSS
6. HARDCORE DANCEHALL / LIFE-G
7. BURNING / 導楽
8. MOVE / CORN HEAD
9. FUCK IT UP / KENTY-GROSS
10. 爆発!! / 若旦那 & RED RICE
11. FIRE riddim
12. UP & LIVE riddim
13. 現場MIX